# فتحي أحمد صافي
فتحي أحمد صافي (1954 - 2 مايو 2019) هو عالم دين مسلم سوري من مواليد مدينة دمشق، وكاتب ومدرّس في العلوم الشرعية، وإمام وخطيب جامع الحنابلة في دمشق، درس العلوم الشرعية في جامع كفرسوسة الكبير بدمشق وفي بعض المساجد الأخرى.

## حياته
ولد الشيخ فتحي أحمد صافي لأسرة اشتهرت بغزارة العلم الشرعي والديني، ودَرَس العلوم الشرعية وعمل في حقل التعليم الشرعي، كما شارك في افتتاح العديد من المعاهد الشرعية لتدريس علوم الدين الإسلامي ومعاهد تحفيظ القرآن الكريم في المساجد بمختلف المحافظات السورية، ألّف وشارك في تأليف العديد من الكتب التي يُدرس بعضها في الأزهر الشريف.
طلَب العلم في وقت مبكر من حياته، فلزم دروس العلم الديني والشرعي لعدد من علماء دمشق، وأفنى عمره في دراستها وتدريسها، وفي عام 1995 م تسلم الإمامة والخطابة في جامع مقام الأربعين ثم جامع الحنابلة بدمشق، وقام بتدريس العلوم الشرعية للطلاب من مختلف الجنسيات في جامع كفرسوسة الكبير بدمشق وفي بعض المساجد الأخرى، كما أشرف على حملاتٍ للحج والعمرة.

## مؤلفاته
لهُ العديد من المؤلفات وشارك في تأليف عددٍ من الكتب التي يُدرس بعضها في الجامع الأزهر ومن أبرز مؤلفاته:
1. الأحكام الشرعية في الأحوال الشخصية.
2. يا أسفي على الموالد كيف أصبحت.
3. سبيل الهدى والعمل.
4. رسالة الموتى.
5. ما حكم دخول الحائض إلى المسجد.
6. الدرّة في أحكام الحج والعمرة.
7. جبل الأربعين ومغارة الدم.
8. تعليم الصلاة للصغار.
9. تجربتي في درعا.
10. ما أكثر الضجيج وما أقل الحجيج.

## قصة توبته وأسلوبه
قدّم الشيخ نفسه انطلاقاً من تعرضهِ لحادثة مركزية أدت إلى توبته بعد أن كان مغرقاً في الموبقات، وتحولهِ إلى طلب العلوم الإسلامية والتحاقه بركب المشايخ، دون أن يزعم لنفسه ما يناظرهم من الأهلية الفقهية أو الصلاح.
عُرف الشيخ بأسلوبه العفوي في إعطاء الدروس، بلهجته الشامية المحببة، وتفاعل الناس مع دروسه التي انتشرت بكثرة، مع تداول المقاطع القصيرة على فيسبوك و واتس آب بين محبيه. وضع الشيخ فتحي نفسه في رتبة التلميذ المقلّد، كما أن نتاجه الشرعي أقتصر على عدة رسائل، يقع معظمها في بضع صفحات فقط، تتناول مسائل فقهية ذائعة، مثل أحكام الحج والعمرة، والصيام، والأحوال الشخصية، بالإضافة إلى كتيب صغير بعنوان «الجانب المشرق من تجربتي في درعا». وفيه يسجل انطباعاته عن بلدات وقرى محافظة درعا التي شهدت انطلاقته كواعظ وخطيب في التسعينيات، قبل أن ينتقل إلى مدن ريف دمشق، فمساجد دمشق.

## وفاته
تُوفي فتحي أحمد صافي في 2 مايو 2019 في دمشق، بعد معاناته من مرض السرطان خلال الفترة الأخيرة من حياته.

## وصلات خارجية
- الموقع الرسمي للشيخ فتحي أحمد صافي